# Línguas canhari-puruhá
As línguas Canhari-Puruhá ou Canhar-Puruhá formam uma família de línguas ameríndias extintas do Equador.

## Línguas
- Canhari
- Puruhá